# Castello di Porrona
Il castello di Porrona è una struttura fortificata situata nel borgo medievale di Porrona, nel territorio comunale di Cinigiano. La sua ubicazione è nella piazza del centro storico, all'angolo occidentale del perimetro delle mura di Porrona.

## Storia
Il castello fu costruito in epoca medievale dai Senesi, proprio nel periodo in cui venivano realizzate le mura che delimitano il borgo. I lavori furono ultimati all'inizio del Duecento.
Divenuto subito luogo di soggiorno per famiglie nobili senesi, dal Trecento in poi divenne la residenza dei Tolomei e dei Piccolomini, che si spartirono il controllo sul castello e sul vicino palazzo situato  nella parte centrale del borgo.
In epoca tardorinascimentale e, più precisamente all'inizio del Cinquecento, la struttura venne completamente ricostruita; un successivo restauro effettuato nei primi anni del Novecento in stile neogotico ha riproposto i perduti elementi stilistici di epoca medievale.

## Descrizione
Il castello si affaccia sulla stessa piazza in cui è situata la pieve di San Donato. Le pareti del lato esterno coincidono con l'angolo occidentale della cinta muraria.
La struttura è costituita da due principali corpi di fabbrica. Il fabbricato principale si sviluppa su più livelli, con la facciata che guarda verso la piazza della chiesa spezzata ad una certa altezza dalla torre che, sporgendo leggermente, poggia su tre mensole; le monofore che si aprono sulla parete della torre culminano con archi a sesto acuto. La torre si eleva oltre il tetto a quattro spioventi ed è coronata alla sommità da una caratteristica merlatura cordonata. Sul lato destro del fabbricato principale si addossa un altro corpo di fabbrica, di altezza minore, che culmina con una merlatura sommitale cordonata che interessa tutta la struttura.
Le pareti dell'intero complesso si presentano interamente rivestite in pietra, riprendendo pienamente gli elementi stilistici medievali che caratterizzano tutti gli altri edifici del suggestivo borgo castellano.